# Kovács Ödön (orvos)
Kovács Ödön (Győr, 1840. május 10. (keresztelés) – Győr, 1865. február 1.) magyar orvosdoktor.

## Élete
Kovács Pál homeopata orvos, író és Velsz Emilia fia. Győrött végezte középiskoláit, az orvosi tudományt a pesti egyetemen hallgatta. Orvosdoktorrá avattatása után a pesti Rókus-kórház segédorvosa lett; hivatásának legbuzgóbb folytatása közben megbetegedett és szüleihez sietett Győrbe, hogy ezek körében nyerhese ápolását; azonban néhány napig tartó ideglázban 1865. február 1-jén meghalt. Örök nyugalomra helyezték 1865. február 3-án délután a győri belvárosi temetőben a református egyház szertartása szerint.
Fordításai a Győri Közlönyben (1857. id. Dumas sándor, Aures oroszlánya, 1858. 9. Rachel, 18. sz. Lendvay Márton, 1861. 18. sz. Jelenet Beőthy László életéből), a Hölgyfutárban (1857. Legurat. A görög-dall, pályadíjat nyert beszély, Dingelstedt F., A tiszta szerelem, 1858. Feuillet Octav, A kis grófnő, 1858. Archard, Amédée, Rosier kisasszony, Teréz, ugyanattól, 1861. Sandeau Gyula, Karl Henry); a Divatcsarnokban (1858. A város bolondja; beszély franciából, 1861. Sandeau beszélye), a Nővilágban (1858. id. Dumas Sándor, A bolognai tanulók).

## Munkája
- Madame Pistache. Regény. Paul Féval után franciából ford. Győr, 1858. (Előbb a Győri Közlönyben, 1857. jelent meg.)

### Kéziratban
- Ne legyetek féltékenyek, verseny vigjáték, előadták 1861 végén Győrött; lefordította még Feuillet, Madelaine c. színművét.